# Estreito de Dampier (Indonésia)

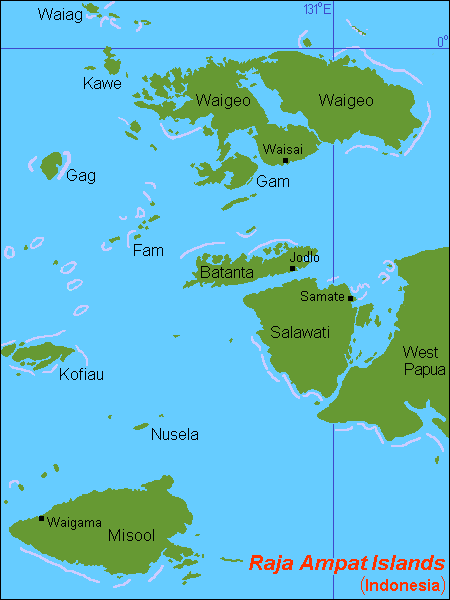
Localização do estreito, entre Waigeo e Batanta, a norte, e a Península da Cabeça de Pássaro, a sul

O estreito de Dampier é um estreito nas águas indonésias, que separa a Península da Cabeça de Pássaro das ilhas Waigeo e Batanta, no arquipélago das Ilhas Raja Ampat.